# グアナベンズ
グアナベンズ(Guanabenz)は、高血圧治療薬として用いられるα-2型のアドレナリンα2受容体アゴニストである。「ワイテンス」(アルフレッサファーマ製造販売), Wytensinvの商標名で販売され、高血圧の治療に用いられる。
主な副作用には、めまい、眠気、口の乾燥、頭痛、衰弱等がある。
グアナベンズの服用により、眠気や注意力散漫になるため、 運転や危険な機械の操作は行わないことが推奨される。

## 種類
- 錠剤2mg

## 効能・効果
本態性高血圧症